# Рожков, Виталий Борисович
Виталий Борисович Рожков (род. 14 декабря 1954, Харьков) — советский ватерполист.

## Карьера
Выступал за команды «Динамо» (Харьков), «Динамо» (Киев).
Чемпион мира 1975 года.
Окончил Киевский государственный институт физической культуры (1979).